# Castelo Inglismaldie

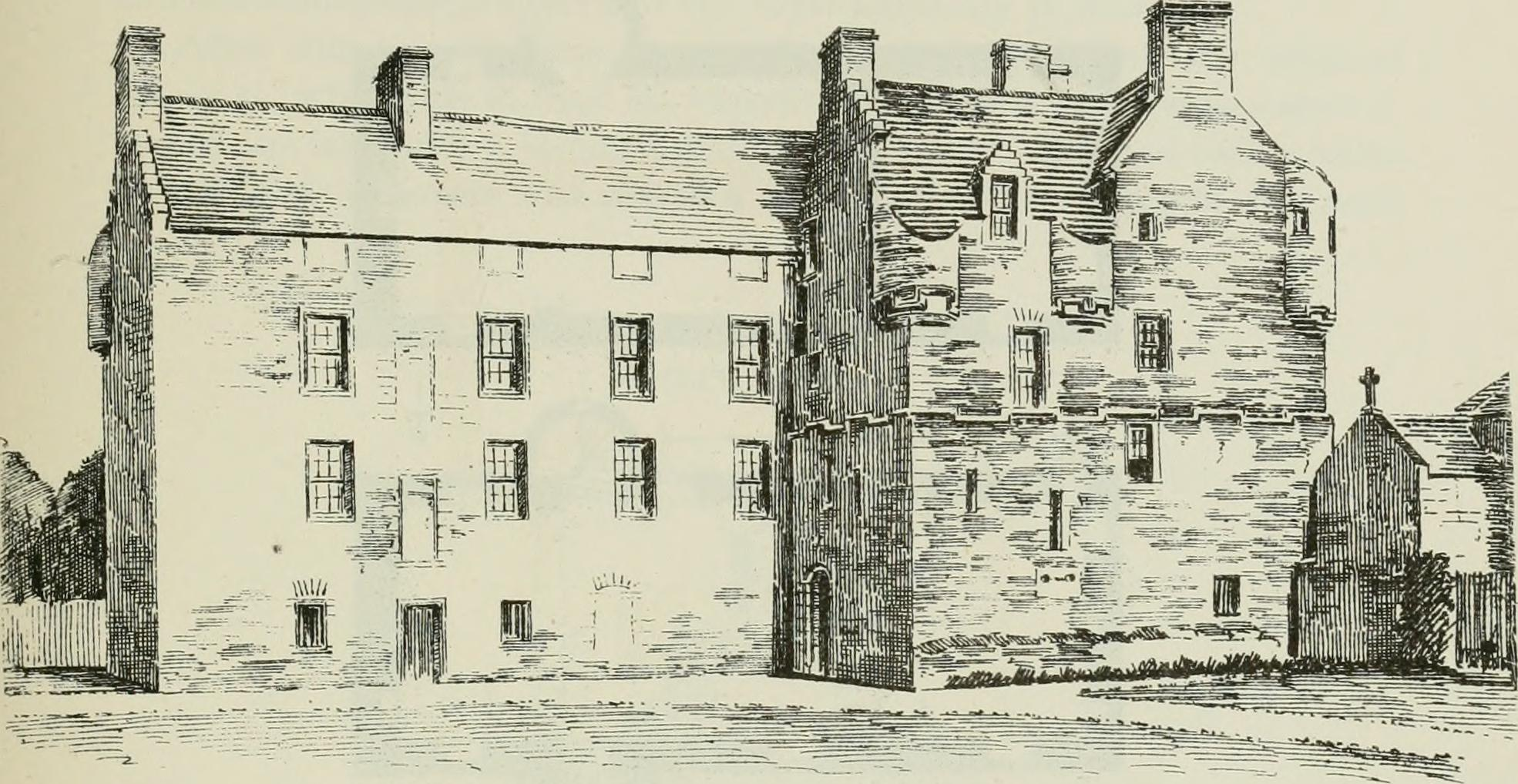
O Castelo Inglismaldie

O Castelo Inglismaldie é um castelo na freguesia de Marykirk e no condado de Kincardineshire, na Escócia.

## História
Foi construído em 1636 e foi revisado em 1882 pelo arquitecto James Matthews baseado em Aberdeen.

Em 2007, o pombal do castelo foi adicionado ao registo de edifícios classificados em perigo de extinção na Escócia. Sete anos depois, o seu estado foi classificado como muito pobre com risco moderado.